# شیمی بت‌پرست
شیمی بت‌پرست (به انگلیسی: Heathen Chemistry) آلبومی از اوئیسیز است که در سال ۲۰۰۲ میلادی منتشر شد.